# Château de Tcherkassy
Le château de Tcherkassy (en ukrainien : Черкаський замок et polonais : Zamek w Czerkasach) est une ancienne forteresse de ville situé à Tcherkassy, en Ukraine.

## Histoire du domaine
Il est intimement lié à la ville et se confond avec sa fondation, il date du XVe ou XVIe siècle et servait de refuge aux habitants contre la Horde d'or. Il servait comme limite de la principauté de Kiev avec les forteresses de Vinnytsia, Bratslav et Kaniv. Ses parties défensives étaient de bois, paille et d'argile.
La première trace se situe dans l'actuel parc Bohdan Khmelnytskyi, construit entre 1392 et 1402 par Skirgaila sur une colline. Ostap Dachkovytch décide de rénover le château, toujours en rondins, les travaux durent de 1549 à 1552 par des ouvriers recruté en biélorussie, Volhynie et de Valachie. En 1637 Guillaume Levasseur de Beauplan décrit le château : "Tcherkassy, une ville très ancienne, bien située et propice à la fortification. Je l'ai vu à son apogée, quand les cosaques affluaient ici de partout et que leur ataman lui-même y avait une résidence. Mais nous avons brûlé la ville en 1637, le 18 décembre, deux jours après avoir remporté la victoire sur les cosaques susmentionnés. Il n'y a pas de Tcherkassy et il n'y en aura jamais."
En 1649 l'hetman de la couronne Stanisław Rewera Potocki hivernait en la ville et son château avec le régiment de Tcherkassy, il était en briques en 1657.